# مناقشه چاه‌های مشترک نفتی ایران و عراق
در طول مرز مشترک ایران و عراق ۵ مخزن نفتی نفت‌شهر (سابقاً نفت شاه)، دهلران، پایدار غرب، آزادگان و یادآوران (سابقاً حسینیه-کوشک) وجود دارد. هم‌اکنون میدان‌ها دهلران، پایدار غرب و نفت شهر در حال تولید بوده و دو میدان یادآوران و آزادگان نیز در مراحل مختلف توسعه قرار دارند.  میدان نفت شهر در مجاورت میدان نفت‌خانه، میدان‌ها آزادگان در مجاورت میدان مجنون و میدان یادآوران در مجاورت میدان سنباد عراق واقع شده‌اند.
میدان‌های نفتی آزادگان و یادآوران، مهم‌ترین میدان‌ها مشترک دو کشور است که بنابر توافق‌هایی که صورت گرفته قرار است دو کشور در توسعه این میدان‌ها با هم همکاری کنند.

اواخر تیر ماه ۱۳۸۸ سیف الله جشن ساز (مدیر عامل شرکت ملی نفت ایران) از توافق با عراقی‌ها برای مطالعه و توسعه میدان‌ها مشترک نفتی خبرداده و گفته بود: «همچنین برای صدور خدمات اکتشافی، لرزه نگاری، مطالعات اکتشافی، تفسیر و تعبیر داده‌های اکتشافی، ارائه خدمات حفاری، اعزام دکل، آموزش و پژوهش، مطالعات مخازن و تعمیرات توربین با مسئولان عراقی به توافق رسیده ایم.»این در حالی بود که مدیر بخش حقوقی و تجاری در بخش قرار دادها و مجوزهای نفتی در وزارت نفت عراق اعلام کرد: «عراق به هیچ توافق روشنی درباره ترسیم مرزهای میدان‌ها نفتی مشترک با ایران و کویت دست نیافته‌است.»

## مناقشه میدان نفتی فکه

### چاه نفتی چاه شماره ۴ پیچ‌انگیزه (تیر ماه ۱۳۸۸)
چاه شماره ۴ پیچ انگیزه که عراقیان آن را چاه شماره ۴ میدان فکه می‌نامند در مرز استان‌های ایلام ایران و استان میسان عراق در ۵۰۰ متری از برجک مرزبانی ایران و یک کیلومتری از مرزبانی عراق قرار دارد. این چاه جزئی از میدان‌های نفتی مشترک ایران با عراق در منطقه دهلران است.

شرکت نفت مناطق مرکزی ایران، تصرف چاه شماره ۴ پیچ انگیزه در منطقه عملیاتی دهلران توسط کشور عراق را رد و آن را ناشی از سوءتفاهم بین مرزبانان ۲ کشور اعلام کرد و گفت هیچ گونه تصرف و بهره‌برداری از چاه شماره ۴ پیچ انگیزه در منطقه دهلران توسط عراق صورت نگرفته‌است، و افزود: «تلاش برای توسعه و بهره‌برداری از میدانهای نفتی مشترک در دستور کار مقامات نفتی ۲ کشور قرار دارد تا با تبادل و همکاری در جهت منافع دو کشور قدم بردارند.»

### مناقشه میدان نفتی فکه (آذر ماه ۱۳۸۸)
میدان نفتی اشغال شده در شرق ایالت میسان در ۴۵۰ کیلومتری جنوب بغداد و در نزدیکی مرز ایران واقع است.
در میدان نفتی فکه، سه چاه نفتی با ظرفیتی بیش از یک و نیم میلیون بشکه قرار دارد.
در روز ۲۷ آذر ( ۱۸دسامبر) شرکت نفت دولتی عراق اعلام کرده بود که در حدود ده تنی از سربازان ایرانی بر سر چاه شمارهٔ ۴ حاضر شده و پرچم جمهوری اسلامی ایران را برفراز آن به اهتزاز درآورده‌اند.، نیروهای ایرانی ضمن نصب پرچم ایران و کندن سنگر، توپخانه خود را در منطقه مستقر کرده‌اند. این سربازان مألاً چند روز بعد از این منطقه عقب نشینی کردند
در پی انتشار خبر «ورود نیروهای ایرانی به یک چاه نفتی در مرز با عراق»، بهای نفت، جمعه ۲۷ آذر ( ۱۸دسامبر) به بیش از ۷۴ دلار در هر بشکه رسید.

#### واکنش عراق
بنا بر گزارش تلویزیون العراقیه، شیروان وائلی، وزیر امنیت ملی عراق نیز عبور ایرانی‌ها از مرز عراق را تأیید و از آن به عنوان «تجاوز» یاد کرده‌است.
مقام‌های دولت عراق با متهم کردن نیروهای ایران به ورود و کنترل یک چاه نفتی در خاک این کشور می‌گویند خواستار «عقب نشینی» ایران هستند.
معاون وزارت کشور عراق در اظهاراتی که در تأیید رخنهٔ سربازان ایرانی ایراد کرد این بار مدعی شد که ورود ورخنهٔ سربازان جمهوری اسلامی ایران به این نقطه در چند روز اخیر نه تنها یکبار بلکه چندین بار رخ داده‌است.الخفاجی در گفت‌وگویی با رویترز از رخنهٔ یازده سرباز ایرانی به این میدان یا چاه نفتی و به اهتزاز در آوردن پرچم جمهوری اسلامی ایران بر فراز آن سخن گفت.

نوری المالکی نخست‌وزیر عراق نیمروز جمعه پس از انتشار خبر اشغال چاه نفتی، مردم عراق را به حفظ آرامش دعوت کرد. یکی از فرماندهان نیروهای مرزی عراق نیز به خبرگزاری آلمان گفت:«برنامه‌ای برای واکنش نظامی وجود ندارد و ما امیدواریم این بحران از طریق سیاسی حل شود».
یک سخنگوی دولت عراق با محکوم کردن این «اقدام» ایران گفته‌است بغداد امیدوار است این ماجرا را به‌طور دیپلماتیک حل کند.

#### واکنش ایران
در آخرین ساعات روز جمعه (۱۸ دسامبر / ۲۷ آذر) خبری کوتاه از سوی خبرگزاری ایسنا انتشار یافت. به نوشتهٔ این خبرگزاری، «یک منبع مطلع در سفارت ایران در بغداد خبر برخی رسانه‌های خارجی را درباره تصرف یکی از چاه‌های نفت عراق در مرز دو کشور توسط نیروهای نظامی ایرانی را به شدت تکذیب کرد».خبرگزاری ایسنا نامی از این منبع مطلع خود در سفارت جمهوری اسلامی در بغداد نبرده است.
با آن که مقام‌های رسمی ایران خبر اشغال یکی از چاه‌های نفت عراق توسط نیروهای ایرانی را تکذیب کرده اند، شبکه خبری عرب زبان العالم، متعلق به جمهوری اسلامی ایران، گزارش داد که ایران اعلام کرده منطقه نفتی فکه را در مرز عراق تصرف کرده و گفته که این منطقه نفتی بر اساس مرزهای شناخته شده بین‌المللی، متعلق به ایران است.
منوچهر متکی، وزیر امورخارجهٔ جمهوری اسلامی ایران، پنجشنبه (۲۴ دسامبر)در یک گفتگو با تلویزیون دولتی ایران اشغال چاه نفتی مورد اختلاف ایران و عراق در منطقه‌ای به نام فکه در مرز دو کشور را مورد تأیید قرار داد. منوچهر متکی گفت «نیروهای عراقی در منطقهٔ فکه قرار دارند و در پنج ماه گذشته به نزدیکی چاه نفت آمدند و سنگر کوچکی درست کردند که خلاف بود و نمی بایست صورت می گرفت.» وزیر امور خارجهٔ ایران افزود «به آنان تذکر داده شد و بر اساس گفت‌وگوهایی که بین دو طرف انجام شد آن‌ها به موضع پیشین خود برگشتند. عراقی‌ها پس از مدتی دوباره به این کار دست زده اند و طبیعی بود که باید رفع مزاحمت می شد که نیروهای ایرانی این کار را انجام دادند و دوباره در جای خود مستقر شدند.» وزیر امور خارجهٔ جمهوری اسلامی ایران در دنبالهٔ سخنان خود گفت «زمان اشغال با هوشیار زیباری همتای عراقی خود تماس گرفته و به گفته است که حتماً با نیروهای عراقی تماس بگیرد و به آنان بگوید دوباره این کار را نکنند زیرا در غیر این صورت نیروهای ایرانی آنان را به عقب خواهند راند.» منوچهر متکی گفت: «نیروهای ایران پس از انجام مأموریت خود دو باره در جای خود مستقر شدند و بعداً دو کشور به سرعت توافق کردند که یک کمیتهٔ فنی برای رسیدگی به این مسئله تشکیل شود.»

#### گفتگوهای فی مابین
وزرای امور خارجهٔ ایران و عراق بر سر مسئلهٔ تصرف چاه نفتی در منطقهٔ فکه توسط نیروهای نظامی ایران، تلفنی با یکدیگر مذاکره کردند. ساعاتی پس از این گفتگوی تلفنی، نیروهای ایرانی چاه نفتی تصرف شده در میدان نفتی فکه را ترک کردند. به‌دنبال ترک منطقه توسط نیروهای ایرانی، تکنیسین‌های عراقی وارد حوزهٔ نفتی چاه شمارهٔ چهار میدان نفتی فکه شدند.

#### پیشینه
روز ۲۸ تیرماه سال ۱۳۸۸، روزنامه جمهوری اسلامی برای نخستین بار خبر داد که یک حوزه نفتی ایران از خرداد ماه به تصرف ارتش عراق درآمده‌است. این روزنامه نوشت: «ماه گذشته، تیم بهره‌برداری نفتی عراق به همراه گروهی از نیروهای ارتش این کشور به یکی از حوزه‌های نفتی ایران در نوار مرزی حمله کرده و پس از تصرف، اقدام به آغاز عملیات استخراج نفت کرد، مسئولان وزارت خارجه ایران و نیروهای مسلح، تاکنون تنها به ارسال نامه‌ای بسنده کرده‌اند و طرف عراقی ضمن بی‌اعتنایی به این نامه به بهره‌برداری از حوزه نفتی ادامه می‌دهد». روزنامه «جمهوری اسلامی»، نام میدان نفتی مورد ادعا را ذکر نکرد. اما با توجه به مجاورت میدان نفتی میسان با مرز ایران، احتمال می‌رود که مسئله بر سر همین میدان باشد.

### سرانجام
با سفر وزیر خارجه ایران به بغداد و خروج نیروهای ایرانی از منطقه مورد مناقشه، آرامش به روابط دو کشور بازگشت.

## همکاری مشترک
بر اساس توافقات مقامات صنعت نفت دو کشور در سال ۱۳۹۰، بنا شد دو کشور به صورت مشترک اقدام به استخراج و بهره‌برداری از میدان‌ها مشترک نفتی نمایند. بر اساس توافق‌های اولیه، مقرر شد که دو کشور سه میدان مشترک نفتی را به‌طور مشارکتی توسعه دهند و برای این منظور می‌بایست یک شرکت مشترک نفتی تأسیس نمایند.